# United States Auto Club
Lo United States Auto Club (USAC) è una delle federazioni sportive automobilistiche statunitensi. È l'istituzione principale per l'organizzazione di corse automobilistiche negli Stati Uniti. Nacque nel 1956 per sopperire all'abbandono del settore delle corse automobilistiche da parte dell'AAA (American Automobile Association), istituito nel 1902, dopo la disastrosa edizione del 1955 della 24 Ore di Le Mans.
Dal 1956 al 1983 l'USAC ha organizzato gli United States National Championship e dal 1956 al 1997 la 500 miglia di Indianapolis. Oggi l'USAC organizza diversi campionati negli Stati Uniti, tra cui la Silver Crown Series, la National Sprint Car Series, la National Midget Series, la .25 Midget Series, la Ford Focus Series, e la TORC Series (riservata ai fuoristrada). È inoltre l'organizzatore della celeberrima cronoscalata Pikes Peak International Hill Climb e del Gran Premio motociclistico di Indianapolis.

## Storia
L'USAC fu formata da Tony Hulman, proprietario e artefice della rinascita dell'Indianapolis Motor Speedway nel secondo dopoguerra, allorché l'American Automobile Association (AAA) smise di organizzare competizioni automobilistiche in seguito al drammatico incidente di Le Mans nel 1955. Esso divenne l'arbitro che dettò le regole sportive, tecniche e organizzative per quello che fu chiamato American Championship car racing, la massima espressione delle competizioni nordamericane.
In principal modo, così come lo AAA, lo USAC è l'organizzazione che per decenni ha rappresentato il Campionato Americano oggi noto come Indycar. Dal punto di vista formale, la rappresentanza dell'USAC nella FIA è tenuta dall'ACCUS, una associazione, nata sempre nel 1956, delle varie federazioni automobilistiche americane (USAC, IMSA, SCCA, NASCAR, NHRA ecc.).

### La svolta del 1971
Una svolta nell'automobilismo statunitense si ebbe nel 1971, quando l'USAC creò divisioni separate tra loro che si occupassero delle gare su circuiti sterrati, circuiti stradali e circuiti "ovali pavimentati". Quest'ultima si occupava della Indy 500 e del campionato in cui essa era inserita, una serie di successo riservata a vetture monoposto con gare disputate unicamente su tracciati ovali, che accrebbe la propria notorietà durante tutti gli anni settanta. Protagonisti di questa serie furono vetture come la McLaren M16 del 1971, la Eagle Model 5 del 1972, le Lola (dalla T150 alla T500), la Coyote, la Wildcat del 1975 e la Penske PC6 del 1978, quest'ultima spinta dall'innovativo motore Ford-Cosworth DFX.

### Il disastro aereo del 1978
Il 23 aprile 1978, otto membri chiave dell'USAC e il pilota del velivolo rimasero vittime di un incidente aereo a bordo del loro Piper Navajo Chieftain, che si schiantò durante una tempesta a 25 miglia a sud-est di Indianapolis.
Le vittime furono:
- Ray Marquette, vice presidente degli affari pubblici dell'USAC ed ex giornalista sportivo per The Indianapolis Star;
- Delroy Frank, presidente della commissione tecnica dell'USAC;
- Shim Malone, starter per le gare USAC e Capo Divisione "midget";
- Judy Phillips, grafico e direttore editoriale della newsletter dell'USAC;
- Stan Worley, capo cancelliere;
- Ross Teeguarden,  assistente del presidente della commissione tecnica;
- Don Peabody, Capo della Divisione "sprint";
- Dr. Bruce White, medico personale;
- Don Mullendore, proprietario e pilota dell'aeroplano.

L'effetto sull'USAC, e per le competizioni delle auto a ruote scoperte negli Stati Uniti, è stato devastante, soprattutto dal momento che ha seguito da vicino la morte del proprietario dell'Indianapolis Motor Speedway Tony Hulman, deceduto nell'ottobre dell'anno seguente all'età di 77 anni: questo episodio decretò il declino dello USAC come principale organizzazione di corse automobilistiche negli Stati Uniti.

### La fine dell'American Championship Car Racing
Purtroppo, l'incidente è avvenuto in un momento in cui le scuderie e i piloti del campionato chiedevano cambiamenti all'USAC. A parte la 500 Miglia di Indianapolis, gli altri eventi USAC erano abbastanza frequentati dal pubblico e alcuni proprietari delle squadra hanno ritenuto che l'USAC avesse mal negoziato i diritti televisivi. I proprietari hanno inoltre voluto aumenti dei montepremi, in particolare l'Indianapolis Motor Speedway.
Inoltre sono stati risultati impopolari i tentativi dell'USAC per mantenere competitivo durante la stagione 1978 l'oramai obsoleto ma economico motore Offenhauser nei confronti del più prestazionale, più recente e di contro molto più costoso motore Ford-Cosworth DFX tramite valvole pop-off e limitando la quantità di carburante utilizzabile in gara.
L'ex pilota di Formula 1 Dan Gurney in quell'anno, aveva ideato un campionato alternativo a USAC e Formula 1, che sarebbe stato strutturato con le qualità migliori delle due massime serie al mondo per monoposto a ruote scoperte. Questo campionato si sarebbe chiamato CART (Championship Auto Racing Team).
Le caratteristiche della CART, almeno nell'idea di Gurney, sarebbero state:

1) libertà di telaio e motore come nello USAC, dove ogni scuderia avrebbe potuto montare qualunque motore su qualunque telaio, senza obblighi di propria progettazione come in Formula 1;

2) una visibilità mediatica simile a quella della Formula 1 con gare disputate in tutto il mondo;

3) un parco partenti internazionale ed altre peculiarità che ponessero la CART come 'ponte' fra USAC e Formula 1.
Nel 1979 la traumatica situazione dello USAC, spinse la maggior parte dei proprietari si unirono per formare la Championship Auto Racing Teams (CART) nel 1978, con lo scopo di separarsi dall'USAC e tenere il loro primo campionato nel 1979. Ad esso aderirono i proprietari di autodromi scontenti dei precedenti accordi con l'USAC, lasciando al Campionato Americano pochissime gare, in quanto la stessa CART, aveva inglobato molte delle gare già predisposte per il calendario USAC, compresa la 500 miglia di Indianapolis, corsa "cardine" dell'intera stagione. L'USAC cercò senza successo di vietare a tutti i proprietari di scuderie impegnate nella CART la partecipazione alla 500 Miglia di Indianapolis 1979, ma alla fine ha perso in tribunale prima che la gara cominciasse.
Dal 1979 negli Stati Uniti pertanto, si disputavano 2 campionati paralleli: lo American Championship Car Racing promosso dall'USAC, che de-facto era l'unico vero Campionato Americano e la CART, che in breve, dall'idea rivoluzionaria di Gurney, era in realtà divenuto una copia e un serio concorrente dello stesso USAC.
Nello stesso anno USAC e CART si ritrovarono in tribunale, in quanto il Campionato Americano, accusava la CART di essersi appropriata corse non proprie, prima fra tutte la 500 miglia di Indianapolis. Il presidente dell'Indianapolis Motor Speedway, John Cooper, è stato determinante nella formazione di un organo comune dell'USAC e della CART, con la creazione della Championship Racing League nel marzo 1980. Tuttavia, verso la metà del 1980, Cooper costrinse l'USAC a rinunciare al loro accordo con il CRL se volevano mantenere il contratto per organizzare la Indy 500. Dopo il disastroso tentativo dell'USAC di organizzare una 500 miglia al Pocono Raceway, che fu boicottato dalle squadre CART costringendo l'USAC a riempire lo schieramento con le sprint car, le due federazioni alla fine si accordarono per una pacifica coesistenza che vedeva l'USAC organizzare la 500 miglia di Indianapolis e la CART includere questa gara nel suo campionato, riportando la 500 Indy ad essere una corsa valida per due campionati dopo 19 anni dal 1960. In quell'anno si disputò l'ultima edizione della 500 miglia valevole sia per lo USAC che per la Formula 1.
Conseguenza di questo accordo fu la riduzione delle gare del campionato American Championship Car Racing promosso dall'USAC: quest'ultimo, già indebolito dallo scontro con la CART, che ne aveva ridotto le gare da 16 del 1978 a 7 nel 1979, nell'arco di sei stagioni (1979-1985), passò dai sei eventi ad uno solo del 1985: la 500 miglia di Indianapolis.

### La rinascita: guerra CART/IRL
Tale situazione di doppia validità è stata mantenuta fino al 1996. Quell'anno Tony George, nipote di Tony Hulman e allora titolare e padrone dell'Indianapolis Motor Speedway nonché organizzatore della 500 miglia di Indianapolis in forte contrasto con la CART per la troppa internazionalizzazione che il Campionato aveva preso (elemento fra gli altri voluto fin dalle origini nel 1979 dal suo ideatore Dan Gurney) decise di rifondare il Campionato USAC con una nuova denominazione: "IRL" (Indy Racing League) e aggiunse altre 2 gare (Phoenix in Arizona ed Orlando in Florida), restituendo allo storico Campionato Americano un calendario agonistico che non contenesse la sola gara dell'Indiana, riservando ai partecipanti a questo nuovo campionato 25 posti sui 33 concorrenti all'"evento-clou" e negando la validità dell'evento per l'organizzazione rivale, riuscendo così ad estromettere la CART (disinteressata al resto del nuovo campionato) dalla 500 miglia. La denominazione USAC sparisce completamente, sostituita dalla denominazione IRL, nel 1997.

Quando la CART o Champ Car World Series venne chiusa dopo la gara di Long Beach nel 2008, lo USAC/IRL e la Formula 1 tornarono ad essere gli unici campionati a ruote scoperte di massima serie a disputarsi al mondo.

## Campionati

### USAC Championship Car Series

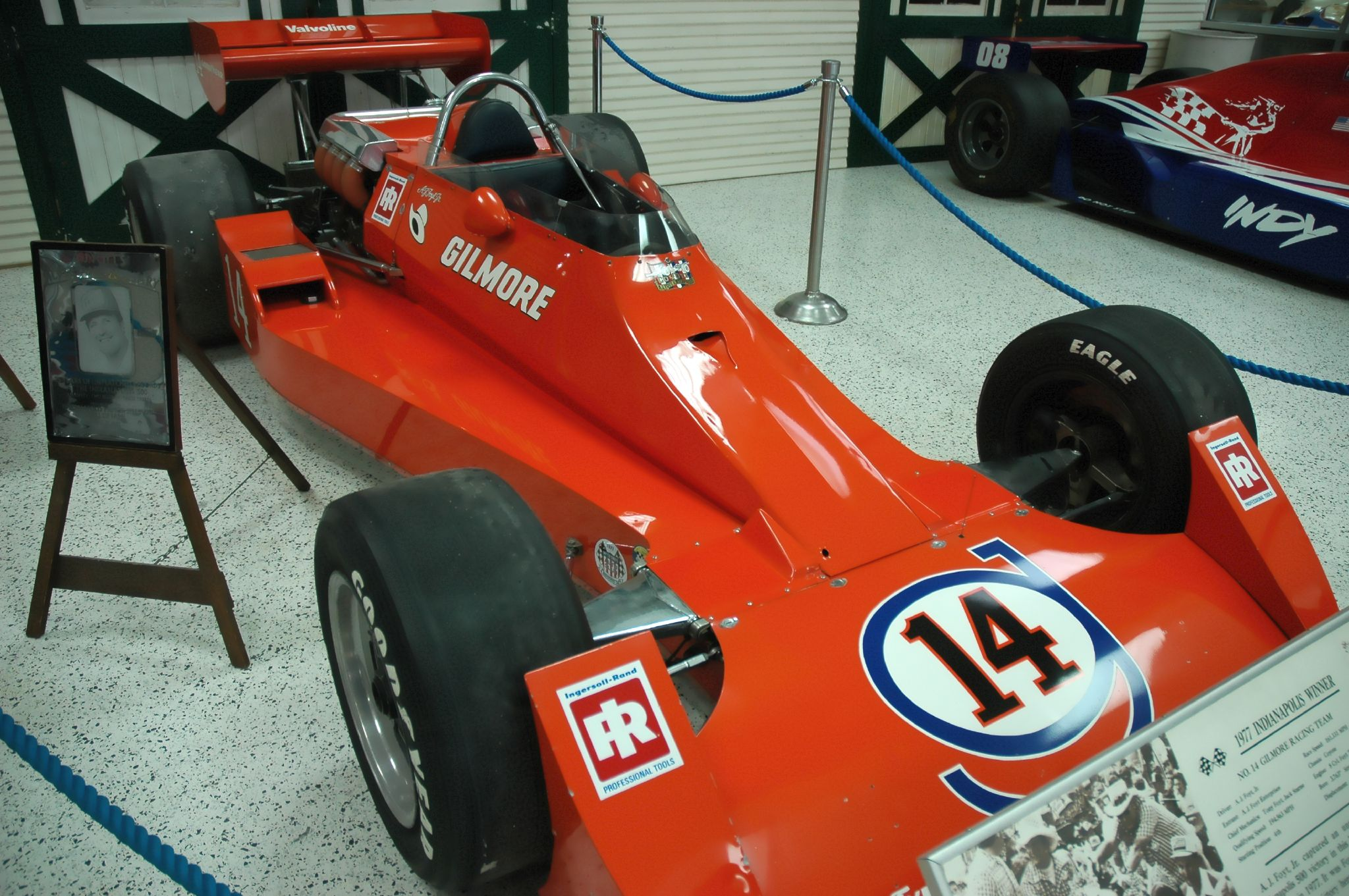
1977 A. J. Foyt Champ Car

| USAC Championship Car Season Champions | USAC Championship Car Season Champions | USAC Championship Car Season Champions |
| -------------------------------------- | -------------------------------------- | -------------------------------------- |
| 1956                                   | Jimmy Bryan                            | stagione                               |
| 1957                                   | Jimmy Bryan                            | stagione                               |
| 1958                                   | Tony Bettenhausen                      | stagione                               |
| 1959                                   | Rodger Ward                            | stagione                               |
| 1960                                   | A.J. Foyt                              | stagione                               |
| 1961                                   | A.J. Foyt                              | stagione                               |
| 1962                                   | Rodger Ward                            | stagione                               |
| 1963                                   | A.J. Foyt                              | stagione                               |
| 1964                                   | A.J. Foyt                              | stagione                               |
| 1965                                   | Mario Andretti                         | stagione                               |
| 1966                                   | Mario Andretti                         | stagione                               |
| 1967                                   | A.J. Foyt                              | stagione                               |
| 1968                                   | Bobby Unser                            | stagione                               |
| 1969                                   | Mario Andretti                         | stagione                               |
| 1970                                   | Al Unser                               | stagione                               |
| 1971                                   | Joe Leonard                            | stagione                               |
| 1972                                   | Joe Leonard                            | stagione                               |
| 1973                                   | Roger McCluskey                        | stagione                               |
| 1974                                   | Bobby Unser                            | stagione                               |
| 1975                                   | A.J. Foyt                              | stagione                               |
| 1976                                   | Gordon Johncock                        | stagione                               |
| 1977                                   | Tom Sneva                              | stagione                               |
| 1978                                   | Tom Sneva                              | stagione                               |
| 1979                                   | A.J. Foyt                              | stagione                               |
| 1980                                   | Johnny Rutherford                      | stagione                               |

### USAC Gold Crown Series
A partire dal 1985, la 500 miglia di Indianapolis è stata l'unica gara nel calendario della Gold Crown. Il vincitore della 500 Miglia di Indianapolis era de facto il campione della Gold Crown.
| USAC Gold Crown Series Champions | USAC Gold Crown Series Champions | USAC Gold Crown Series Champions |
| -------------------------------- | -------------------------------- | -------------------------------- |
| 1981–82                          | George Snider                    | stagione                         |
| 1982–83                          | Tom Sneva                        | stagione                         |
| 1983–84                          | Rick Mears                       | stagione                         |
| 1985                             | Danny Sullivan                   | stagione                         |
| 1986                             | Bobby Rahal                      | stagione                         |
| 1987                             | Al Unser                         | stagione                         |
| 1988                             | Rick Mears                       | stagione                         |
| 1989                             | Emerson Fittipaldi               | stagione                         |
| 1990                             | Arie Luyendyk                    | stagione                         |
| 1991                             | Rick Mears                       | stagione                         |
| 1992                             | Al Unser, Jr.                    | stagione                         |
| 1993                             | Emerson Fittipaldi               | stagione                         |
| 1994                             | Al Unser, Jr.                    | stagione                         |
| 1995                             | Jacques Villeneuve               | stagione                         |